# 장헌식
장헌식(張憲植, 1869년 음력 9월 21일 ~ 1950년 양력 8월 20일)은 대한제국 말기부터 일제강점기 동안 관료를 지냈다. 경기도 용인 출신. 본관은 인동(仁同), 호는 취운(翠雲)이다. 일본식 창씨명은 기타 하리마(張間憲植)이다.
1895년 일본 관비 유학생에 선발되어 1903년까지 일본에 유학하며 게이오 의숙의 보통과와 고등과 과정, 도쿄 대학교 법과대학 법학과에서 수학했으며, 일본 사법성과 요코하마항 지방재판소의 사무견습, 대장성의 사무견습으로 재직했다. 귀국 후 궁내부 주사로 임용되어 학부에서 근무하다가 한성부윤을 역임했다. 1910년 10월 한일 병합 조약 이후 총독부 고등관에 임용되어 평안남도 참여관, 1917년에 충청북도 장관(도지사)으로 승진한 뒤 충청북도 도장관, 조선총독부 사무관, 총독부 관방실 계원, 1924년 전라남도 지사 등을 역임했다. 1926년부터 중추원 참의에 선출되어 연임한 뒤 1945년 5월 이왕직장관에 임명되어 미군정 주둔 직후 11월까지 재직했다.
해방 후 황실 물품 횡령혐의로 고소되었으며, 1949년 반민특위에 친일혐의자로 자수, 수사를 받다가 병보석으로 풀려났다.

## 생애

### 생애 초반

#### 초기 활동
1869년 음력 9월 21일 용인군 현내면(縣內面)에서 성급(成汲)의 아들로 태어났다. 일설에는 1868년생 설도 있다. 어려서는 한문(漢文)을 수학하다가 18세 되던 해 경성으로 올라와 한성부 중서(中署) 수진방 전동(壽進坊 磚洞) 13통 11호로 주소를 옮겼다. 1935년 무렵 평안남도 평양부로 이사했다가 다시 경성부 가회동(嘉會洞) 4번지로 주소를 옮기고, 정착하였다. 
1895년 관비 일본 유학생으로 선발되어 그해 3월 일본으로 건너가 게이오의숙 보통과에서 수학했다. 당시 근대화 작업의 일환으로 뽑아 보낸 관비 일본 유학생들은 일제의 한반도 강점 이후 다양한 부문의 전문가이자 친일파로 활동하게 되는데, 장헌식도 그런 인물들 중 하나였다.

#### 일본 유학 생활
1896년 7월 25일 게이오의숙(慶應義塾) 보통과를 졸업하고, 게이오 의숙 고등과에 들어갔다. 당시 게이오의숙은 조선인 유학생이 급증함에 따라 조선인 특별 고등과를 설치하였다. 1897년 4월 25일 게이오의숙 고등과를 졸업하였다. 1897년 5월부터 12월까지 그는 일본 사법성 행정사무급재판소 병설 검사국 견습사무원이 되었다. 그는 게의오의숙을 졸업하고 사법 부문의 근대 문물을 배우기 위해 일본 사법성의 재판소 검사부에서 견습 사무원으로 일했고, 1898년 1월부터 10월까지는 일본 교토부 가나가와현 요코하마항 지방재판소(神奈川縣 橫濱港地方裁判所) 검사국의 견습사무원으로 재직했다.
견습사무원으로 재직하면서 그는 도쿄 제국대학에 진학, 1898년 10월 도쿄 제국대학 법과대학교 법과에서 행정법을 전공하며 행정법 전문가로 일본 대장성 총무국에서 견습 근무했다. 1902년 7월 11일 도쿄 제국대학 법과대학교 법과를 졸업하였다. 1902년 10월 21일 도쿄 제국대학의 대학원에 진학했으나 1903년 3월 중퇴하였다. 1902년 11월 그는 일본 도쿄에 있는 대장성 총무국 사무견습 겸 사무촉탁이 되었다, 같은 달 그는 대장성 사무견습 통신사(大藏省 事務見習通信事)로 발령되어 1903년 3월까지 근무했다.

### 귀국과 관료 생활
8년간의 유학 생활을 마치고 1903년 3월 학부의 훈령으로 귀국한 뒤로는 대한제국의 궁내부에서 주사로 관직을 시작했다. 1904년 6월 24일 궁내부 어홍원(宮內府 御供院) 회계과(會計課) 서기가 되고 같은헤 8월 궁내부 어홍원 주사(宮內府 御供院 主事), 10월 궁내부 제실제도정리국 비서관(帝室制度整釐局祕書官)을 거쳐 1905년 7월 13일 일본 시찰 수행원의 한사람으로 선발되어 일본을 다녀왔다.
1905년에는 관립한성외국어학교(外國語學校)의 교장, 1905년 10월 18일 귀국과 동시에 6품으로 승륙하고, 12월 20일 학부참서관 주임관 4등 7급(學部參書官敍奏任官四等七級)에 임명되고, 12월 27일부터는관립외국어학교장(外國語學校長)을 겸직하였다. 1906년 10월 24일 학부 편집국 사무임시대변(學部編輯局長事務臨時代辦), 1907년 3월 학부 편집국장(編輯局長)을 거쳐 1907년 5월부터는 관립 한성사범학교(漢城師範學校) 교장을 겸임하였다.
1907년 7월 한성부윤(漢城府尹)으로 부임했다. 그해 10월 한성부민회(漢成府民會)이 되어 1911년까지 재임했다. 1907년(광무 10년) 7월 고종이 강제로 퇴위하였을 때는 훈3등 팔괘장을 받았고, 1907년 10월 한성부민회 설립에 참여하였다. 1908년 3월 1일 위생회(衛生會) 회장에 선출되고, 같은 날 흥사단에 평의원으로 가입했으나 곧 탈퇴하였다. 한성부윤으로 근무할 때인 1909년 안중근이 이토 히로부미를 저격·살해하자 이토 추도회를 여러 차례 여는 등 한일 병합 조약 체결 이전부터 적극적인 친일파로 활동했다.

### 일제 강점기 활동

#### 일제 강점기 초반
1910년 10월 2일 한일 병합 조약 체결 후에는 조선총독부에서 그를 평안남도 초대 참여관 고등관 3등(平安南道 參與官 高等官三等)에 임명하였고, 1910년 12월 27일 종5위(從五位)로 승급한 뒤 1912년 8월 1일 일한병합기념장, 1915년 11월 10일 대례기념장(大禮記念章)을 수여받았다. 1916년 3월 31일 정5위(正五位)로 승급하였다. 이후 훈3등(勳三等), 1917년 6월 12일에 충청북도 장관(도지사) 고등관 2등(忠淸北道 長官 高等官二等)으로 승진한 뒤 도장관이 도지사로 관직 명칭이 바뀌자 그대로 충청북도지사로 유임되었다. 1920년 7월 31일 훈2등(勳二等)에 올라 서보장(瑞寳章)을 하사받고 1920년 9월 27일 고등관 1등(高等官一等)에 올랐다. 1920년 6월 24일 청주청년회 발족에 참여하였다.
1921년 2월 12일 조선총독부 사무관(朝鮮總督府 事務官)이 되고, 3월 10일 종4위(從四位)로 승급하였다. 1921년 3월 18일 조선총독부 총독관방실(總督官房室) 행정관이 되었다. 1921년 3월 20일 칙임사무관(勅任事務官) 민정시찰관(民情視察官)에 임명되어 4월 7일부터 6월 19일 평안남도, 평안북도 일대를 민정시찰하였고, 10월 16일부터 12월 27일까지는 민정시찰관으로 함경남도와 함경북도를 민정시찰을 다녀왔다. 이때 그는 관용 차량이 주어졌지만 거부하고, 자비 부담으로 열차와 버스, 택시 등 대중교통으로 시찰을 다녔다. 그는 귀환 후 총독부 경리과에 여비 청구를 하지 않았다. 1922년 2월 15일에는 전라남도를 3월 5일부터는 전라북도를 시찰하고, 같은 달 중앙고보 졸업식, 보성고보 졸업식에 조선총독을 대신하여 참석, 담화문을 낭독했다. 7월에는 강원도를 시찰다닌 뒤 7월 22일 귀환하였다. 9월 4일에는 황해도 수해현장을 시찰하고 돌아왔다.
1923년 11월 25일에는 만주의 조선인 동포가 설립한 대성중학교에 장학금으로 써 달라고 금 40원을 기탁하였다. 12월 27일에는 경성도서관에 도서구입비 1백 원을 기부하였다.
1924년 12월 1일에는 전라남도 지사로 부임하였다. 그는 퇴근 후에는 보통의 농군들과 같이 식수(植樹)와 분재 가꾸기 자신의 토지에서 논농사와 밭농사를 하였다.
장헌식은 도 참여관, 도지사를 지낸 관료 가운데서도 1921년 총독부의 총독관방 근무 사무관(민정시찰 사무관)을 맡는 등 총독부와 특히 유착된 행보를 보였다. 3·1 운동 후 신설된 이 직책은 독립 운동에 대한 감시와 탄압이 주목적이었던 것으로 알려져 있다. 1921년 2월 조선총독부 사무관(朝鮮總督府 事務官)으로 전임되고, 고등관 1등(高等官一等)에 서임었다. 1921년 3월 18일 총독부 총독 관방실에 발령되었다.

#### 일제 강점기 중반
1923년 간토 대지진 이후 사회주의 사상이 널리 퍼지고 노동 운동이 활발해지자 이를 탄압하기 위해 설립된 친일 자본가 단체인 동민회에 가담했으며, 일제 말기 총독부 학무국과 밀착하여 또다른 친일 단체 대화동맹 결성을 조종했다는 증언이 있다. 1924년 12월 1일 전라남도지사로 부임하였다. 전남 지사직에서 물러난 1926년부터 1945년까지 중추원 칙임참의를 7회에 걸쳐 중임하였다.
1926년 5월 1일 정4위(正四位)로 승급했지만 1926년 8월 14일 스스로 의원면관(依願免官)하였다. 바로 조선총독부 충주원 참의 칙임관대우(中樞院參議 勅任官待遇)에 선발되었다. 1926년 9월 13일 종3위(從三位)로 승급하고, 1928년 11월 16일 다시 대례기념장(大禮記念章)을 받았다. 1927년 4월 6일에는 한식(寒食)일을 기념하여 사회단체에 5원을 기부하였다.
1927년부터 여성의 취직과 직업훈련을 목적으로 조선여자직업사(朝鮮女子職業社) 설립이 추진되자 창립준비위원으로 참여하고, 1928년 1월 15일 조선여자직업사가 출범하자 창립발기인으로 참여하고, 조선여자직업사 고문에 위촉되었다. 1928년 조선수산회(朝鮮水產會) 평의원에 선출되었다. 1928년 6월 16일 조선임시교육심의위원회 창립에 참여하고 임시교육심의위원회 위원에 위촉되었다. 1931년 2월 14일 경성부의 도시개발계획 자문위원회인 경성도시계획연구회 위원이 되고, 곧 도시계획연구회 간사에 피선되었다. 1933년 8월 14일 중추원 참의 임기만료가 되자 8월 15일 칙임관대우인 중추원 칙임참의에 선임되었다.
1926년 조선총독부 중추원 참의에 선출되었다. 1931년 5월 25일 조선불교단(佛敎團) 이사에 선출되고, 12월 17일 조선수산협회 공동 부회장의 1명으로 선출되었다. 1932년 2월 5일 조선교육협회(朝鮮敎育協會) 부회장에 선출되었다.
그는 사회활동과 조선총독부에서 주관하는 각종 모임, 행사에 꾸준히 참석했는데 1932년 5월 27일일자 일기에서 김윤정, 이항구, 장헌식 등은 춤을 추며 고래고래 소리를 질렀다는 내용을 자신의 일기에 남겼다. 그해 9월 3일에는 경성부윤 주최하 사회복지사역에 참석하여 답사를 하였다. 1932년 8월 16일 조선총독부 중추원 참의에 재선출되었다.
1930년대 청주에 개교 예정인 청주상업고등학교(淸州商業高等學校)의 건립과 개교에 관련하여 건립, 시설비용이 부족하여 개교가 지연되었다. 그는 학교 개교비용을 부담하고 자신의 토지를 기증하였다. 1935년 청주상고는 사립 학교로 개교가 확정되고, 청주시민 대표 방인혁(龎寅赫), 민영은(閔泳殷) 등은 2월 20일 그를 찾아가 교장에 취임해줄 것을 부탁하여 승낙했다. 1935년 3월 1일 청주상업고등학교(淸州商業高等學校) 교장에 취임하고 그해 5월 7일 개교식과 입학식을 거행하였다. 1935년 9월 27일 경성도시계획연구회 총회에서 집행위원으로 피선되었다.
1935년 11월 27일 김천의 김천고등보통학교의 설립자 최송설당 기념 동상을 건립할 때 3원을 기부하였다.
1935년 총독부가 편찬한 《조선공로자명감》에 조선인 공로자 353명 중 한 명으로 수록되어 있다. 1935년 8월 14일 임기만료로 참의직에서 물러났으나 특별히 중추원 참의에 재임명되었다.
장헌식은 관직에서 퇴임한 뒤로도 일본의 전쟁을 지원하는 데 힘을 기울였다. 1937년에는 각지에 시국강연을 다녔다. 만주사변 이후 일본군을 후원한 활동을 인정받아 1937년 일본 육군대신 명의의 표창을 받은 바 있고,

#### 중일전쟁, 태평양전쟁 때 활동
37년 8월 21일에는 애국금차회원으로 참여하였다. 중일 전쟁 발발 이후로는 시국강연반에 가담하여 전쟁 지원 연설을 하기도 했다. 1938년 친일 단체인 국민정신총동원 조선연맹에 발기인으로 참가한 뒤 1941년 국민총력 조선연맹과 조선 임전 보국단에도 가담했다. 이때는 이미 70대의 노구였으나, 학병 지원을 독려한다며 전국에서 강연 활동을 벌이기도 했다. 1938년 8월 16일 조선총독부 칙임관대우 참의에 임명되었다.
1941년 국민총력조선연맹(國民總力朝鮮聯盟) 평의원이 되고, 조선임전보국단(朝鮮臨戰報國團)이 출범할 때 창립발기인이자 회원으로 참여하였다. 1940년 1월 25일 유도회(儒道會) 경성부지부 부회장에 선출되었다. 1944년 1월 다시 국민총력조선연맹 평의원이 되었다.
1926년부터 1945년 광복 시점까지 19년 동안 조선총독부 중추원의 참의를 지냈으며, 1945년 5월 이왕직 장관으로 관직에 복귀해 있었다. 광복 당시 그는 이왕직 장관이었고, 11월 8일 구황실사무청이 설치될 때까지 계속 재직하였다.

### 해방 이후

#### 미군정기 활동
1945년 9월 2일 미군정 주둔과 동시에 미군정 자문위원의 한 사람이 되었다. 당시 그는 이왕직 장관이었다. 이왕직장관직은 11월 8일 사퇴하였다. 이때 구왕궁의 물품을 유용했다는 의혹으로 수사받았다. 그를 수사한 것이 해방 이후의 첫 수사, 재판으로 기록된다.
1946년 1월 3일 이왕직 재산 관련 공금횡령 혐의로 체포되었다. 그는 이때까지도 출국하지 못한 일본인 이왕직 회계과장 사이토 치로(齋藤治郎)와 함께 체포, 서대문형무소에 투옥되었다. 그는 반성의 기미가 없었고, 과거 일본 정치하에서 있었지만 그래도 고관대작으로 있었는데 어찌하겠느냐고 대응하였다. 검찰관들은 분노했고 방청석을 분노하게 했다. 1월 3일 서울 서대문형무소에 수감되었다. 1월 16일 보석금을 내고 보석출감하였다.
1946년 3월 15일 공금횡령 및 공문서 위조 혐의로 서울지방법원에서 징역 6개월형을 언도받은 뒤, 투옥됐다가 집행유예를 받고 풀려났다. 다시 미군정 자문관으로 복직하였다.

#### 대한민국 정부 수립 이후
1948년 8월 15일 정부 수립과 동시에 관직에서 물러나 경기도 용인의 자택으로 돌아갔다.
1949년 1월 반민족행위특별조사위원회에 체포령이 떨어지자 자수하였으며, 반민특위 조사관들이 오자 담담하게 대가를 치르는 것이라며, 손자며느리에게 뒷일을 부탁한다 하고 출두하였다. 이후 조사에 순순히 응하여 구속 수사를 받았으며 치질(痔疾)로 고생하였으나 병보석은 거절하였다. 이후 그는 별다른 처벌을 받지 않고 1949년 2월 22일 치질로 인해 석방된 뒤 불구속 문초를 받아 반민특위에 다녀가며 방문조사를 받았다. 3월 9일 반민특위로부터 보석이 가능하다는 통지를 받았지만 보석을 거절했다. 같은 날 반민특위로부터 불구속 기소 처분을 받았다.
1949년 4월 20일 보석금을 내고 석방되었다.
1950년 8월 20일에 사망했는데, 일설에는 조선인민군에 살해되었다는 설이 있다.

### 사후
관료 재직 중 조선총독부로부터 성품이 온화하고 학식이 풍부한 인물이라는 평을 들었는데, 잡지 대륙자유평론 사업인물호 제8호의 인물소개란에 수록돼 있다.
2002년 민족정기를 세우는 국회의원모임이 광복회와 함께 선정한 친일파 708인 명단과 2008년 민족문제연구소에서 친일인명사전에 수록하기 위해 정리한 친일인명사전 수록예정자 명단에 모두 포함되었다. 2009년 친일반민족행위진상규명위원회가 발표한 친일반민족행위 705인 명단에도 포함되었으며 부인인 임정재도 친일 여성 단체인 애국금차회에서 활동했다.

## 가족 관계
1917년 당시 그는 본처와의 사이에 2남 3녀를 두었다 한다. 당시 장녀 장홍식은 성년으로 한성은행 직원이었으며, 아들 장홍식은 당시 14세로 평양중학교에 재학중이었다. 그의 딸들 중 한명은 민대식의 아들과 결혼하였다.
- 아버지 : 장성급(張成汲, ? ~ 1915년 4월)
- 어머니 :
- 부인 : 이름 미상(1869년 ~ ?)
  - 딸 : 장홍식(張鴻植, 1897년(?) ~ ?), 은행원
  - 아들 : 장경환(張慶煥, 1903년 ~ ?)
  - 딸 :
  - 사위 : 이름 미상, 민대식의 아들

## 같이 보기
- 조선총독부 중추원
- 조선임전보국단

## 참고 자료
- 반민족문제연구소 (1993년 2월 1일). 〈장헌식 : 중추원 칙임참의를 20년 간 역임한 일제의 충견 (장세윤)〉. 《친일파 99인 1》. 서울: 돌베개. ISBN 9788971990117.
- 임종국 (1991년 2월 1일). 〈「혈의 누」의 이인직은 한일합방의 주역〉. 《실록 친일파》. 반민족문제연구소 엮음. 서울: 돌베개. ISBN 8971990368.
- 김윤정, 《조선총독부 중추원 연구》 (경인문화사, 2011)